# Признак Гаусса
Признак Гаусса — общий признак сходимости числовых рядов с положительными членами, установленный в 1812 году Карлом Гауссом, при исследовании сходимости гипергеометрического ряда.

## Формулировка
| Пусть дан ряд {\displaystyle \sum _{n=1}^{\infty }a_{n}\,(a_{n}\geqslant 0)} и ограниченная числовая последовательность {\displaystyle \{c_{n}\}}. Тогда если отношение {\displaystyle {\frac {a_{n}}{a_{n+1}}}} представимо в виде: {\displaystyle {\frac {a_{n}}{a_{n+1}}}=\alpha +{\frac {\beta }{n}}+{\frac {c_{n}}{n^{\lambda }}},} где {\displaystyle \alpha ,\beta ,\lambda } — постоянные числа ({\displaystyle \lambda >1}), то ряд {\displaystyle \sum _{n=1}^{\infty }a_{n}} сходится при {\displaystyle \alpha >1} и расходится при {\displaystyle \alpha <1}. Если же {\displaystyle \alpha =1}, то ряд сходится при {\displaystyle \beta >1} и расходится при {\displaystyle \beta \leqslant 1}. |